# .bo
.bo ist die länderspezifische Top-Level-Domain (ccTLD) Boliviens. Sie wurde am 26. Februar 1991 eingeführt und der Agencia para el Desarrollo de la Información de la Sociedad en Bolivia (spanisch, etwa Bolivianischen Agentur für die Entwicklung der Informationsgesellschaft) zugeteilt.

## Eigenschaften
Insgesamt darf eine .bo-Domain zwischen drei und 32 Zeichen lang sein, wobei letzterer Wert deutlich kleiner als bei vielen anderen länderspezifischen Top-Level-Domains ist. Internationalisierte Domainnamen werden nicht unterstützt, die Vergabe dauert – je nach Registrar – bis zu einer Woche. Neben .bo existieren zahlreiche spezialisierte Second-Level-Domains:
- .com.bo für kommerzielle Unternehmen
- .edu.bo für Bildungseinrichtungen
- .gov.bo und .gob.bo für die Regierung
- .mil.bo für das bolivianische Militär
- .net.bo für Internetdienstleister
- .org.bo für gemeinnützige Organisationen
- .tv.bo für Fernsehsender

Ein Wohnsitz oder eine Niederlassung in Bolivien sind nicht notwendig, um eine Domain zu registrieren. Dennoch ist die Top-Level-Domain international vergleichsweise unbedeutend und kaum verbreitet. Die teuerste jemals verkaufte .bo-Domain war sex.bo, sie wechselte im Jahr 2009 den Inhaber.